# Sigogne
Sigogne is een gemeente in het Franse departement Charente (regio Nouvelle-Aquitaine). De plaats maakt deel uit van het arrondissement Cognac. Sigogne telde op 1 januari 2022 965 inwoners.

## Geografie
De oppervlakte van Sigogne bedroeg op 1 januari 2022 22,16 vierkante kilometer; de bevolkingsdichtheid was toen 43,5 inwoners per km².
De onderstaande kaart toont de ligging van Sigogne met de belangrijkste infrastructuur en aangrenzende gemeenten.

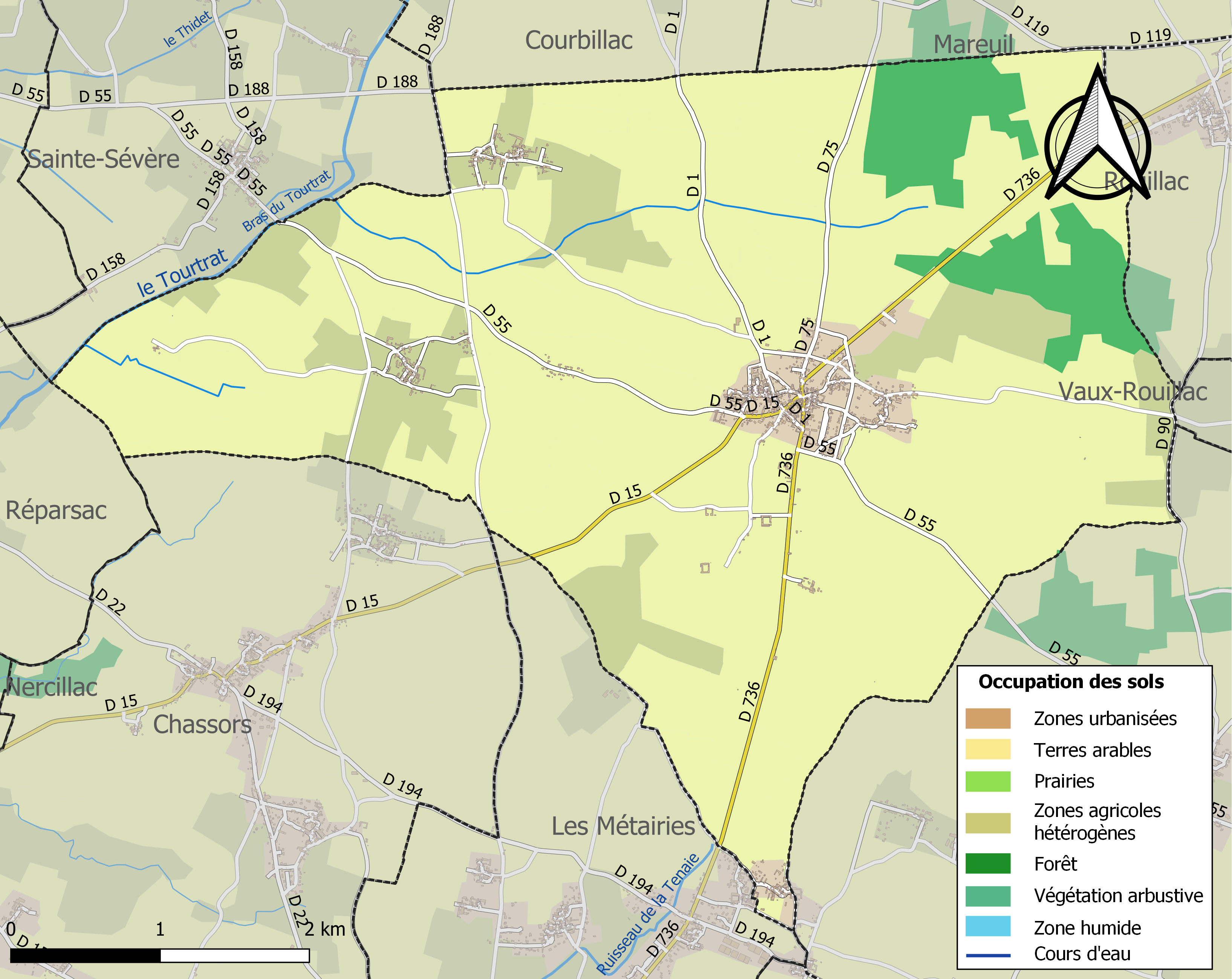

## Demografie
Alle historische gegevens hebben betrekking op de huidige gemeente.
Bovenstaand figuur toont het verloop van het inwonertal (bron: INSEE-tellingen).